# Iván Álvarez
Iván Álvarez Gutiérrez (ur. 18 grudnia 1981 w Madrycie) – hiszpański kolarz górski, brązowy medalista mistrzostw świata.

## Kariera
Największy sukces w karierze Iván Álvarez osiągnął w 2003 roku, kiedy zdobył brązowy medal w kategorii U-23 podczas mistrzostw świata w Lugano. W zawodach tych wyprzedzili go jedynie Szwajcarowi Balzowi Weberowi i Niemcowi Manuelowi Fumicowi. W kategorii elite najlepszy wynik osiągnął na mistrzostwach świata w Mont-Sainte-Anne w 2010 roku, gdzie był dziesiąty. Álvarez stanął także na podium zawodów Pucharu Świata: 14 września 2008 roku w Schladming zajął trzecie miejsce, za Christophem Sauserem ze Szwajcarii i swym rodakiem José Antonio Hermidą. W 2004 roku wystartował na igrzyskach olimpijskich w Atenach, gdzie zajął szesnaste miejsce.